# 안드레아스 브레메
안드레아스 "안디" 브레메(독일어: Andreas "Andi" Brehme, 독일어 발음: [anˈdʁeːas ˈbʁeːmə], 1960년 11월 9일~2024년 2월 20일)는 독일의 축구인으로 선수 시절 포지션은 수비수, 미드필더였다. 독일의 1. FC 자르브뤼켄, 1. FC 카이저슬라우테른과 FC 바이에른 뮌헨, 이탈리아의 FC 인테르나치오날레 밀라노, 스페인의 레알 사라고사에서 프로 선수로 활동했다. 국가대항전에서 서독/독일 대표팀의 일원으로 참가했으며 1990년 FIFA 월드컵의 결승전에서 85분에 페널티킥으로 서독의 월드컵 우승에 기여한 결승골을 기록했다.
다재다능하고 공격적인 측면 수비수로 양쪽 측면 어느 쪽이든 자신의 역할을 수행할 수 있었고 공의 횡배급, 양발을 활용한 강도와 정확도 높은 프리킥과 페널티킥을 구사할 수 있었다.

## 구단 경력
브레메는 함부르크 출신으로, 지역 인근의 밤베크울렌호르스트에서 프로 생활을 시작하였다.
그는 1981년부터 1986년까지 카이저슬라우테른 선수로 활약하다가 바이에른 뮌헨에 입단하여 1986년부터 1988년까지 활약하였고, 1986–87 시즌에는 리그 우승을 경험했다. 이후, 그는 이탈리아의 인테르나치오날레로 이적하였고, 같은 국적의 로타어 마테우스와 위르겐 클린스만과 함께 1988–89 시즌에 세리에 A 우승을 거두었고, 올해의 선수로도 뽑혔고, 1990–91년 UEFA컵에서는 소속 구단의 우승을 도왔다. 브레메는 1992-93 시즌에 라 리가의 사라고사에서 1년 활약하다가 1993년에 독일 무대로 복귀하여 다시 카이저슬라우테른 선수가 되었다. 그는 1995–96 시즌에 DFB-포칼을 우승했지만, 같은 해에 강등의 아픔을 겪었다. 이에도 불구하고, 브레메는 2부 리그로 처음 강등당한 카이저슬라우테른에 그다음 시즌에 승격을 이룬 주축 선수로 활약했다. 분데스리가 승격을 이룬 그다음 시즌인 1997–98 시즌에는 바로 분데스리가 정상을 밟았고, 우승을 차지한 후 분데스리가 301경기 출장 기록을 쓴 브레메는 은퇴를 선언했다.

## 국가대표팀 경력
독일의 재통일 이전에는 서독 축구 국가대표팀에서, 재통일 이후에는 독일 대표팀에서 활동했던 브레메는 UEFA 유로 1984, 1984년 하계 올림픽, 1986년 FIFA 월드컵, UEFA 유로 1988, 1990년 FIFA 월드컵, UEFA 유로 1992, 그리고 1994년 FIFA 월드컵에 참가했다. 그는 UEFA 유로 1984에서 대회의 팀 명단에 자신의 이름을 올렸고, 독일이 안방에서 열린 UEFA 유로 1988에서 4강에 오르도록 도왔는데, 그는 1-1로 비긴 이탈리아와의 개막 경기에서 득점을 기록했다. UEFA 유로 1992에서는 준우승을 차지했는데, 독일은 덴마크와의 결승전에서 0-2로 완패하였다. 그는 이 대회 종료 후에도 대회의 팀 일원으로 선정되었다.
브레메는 1986년 FIFA 월드컵에서 준우승을 차지한 서독 선수단의 일원이었는데, 결승전에서 서독을 이긴 상대는 아르헨티나였으나, 1990년 대회에서 같은 상대를 만나 설욕하고 FIFA 월드컵을 들어올릴 수 있었고, 후자의 대회에서는 올스타 팀의 일원으로 이름을 올렸다. 그는 프랑스와의 1986년 FIFA 월드컵 준결승전에서 굴절된 프리킥으로 골망을 가르기도 했고, 1990년 대회의 잉글랜드와 치른 준결승전 경기에서도 직접 프리킥으로 골문을 열었는데, 굴절은 잉글랜드 수비수 폴 파커에게 부딪쳐 난 것이었다. 1990년 대회에서 결승으로 가는 와중에 클린스만은 유고슬라비아와의 경기에서 클린스만의 서독 선제골을 도와 4-1 승리를 견인했고, 네덜란드와의 16강 전에서는 오른발 감아차기로 득점을 올렸다. 1-0으로 아르헨티나에 이긴 1990년 FIFA 월드컵 결승전에서, 그는 결승골의 주인공이 되었는데, 그는 오른발로 페널티 킥을 성공시켰다. 그가 페널티 킥 주자로 나선 다른 기회는 멕시코에서 1986년 FIFA 월드컵을 앞두고 치른 연습 경기였다. 브레메가 주자로 나서 찬 공은 피터 실턴이 몸을 날려 막아내면서 골이 되지 못하였다. 브레메는 승부차기 끝에 이긴 멕시코와의 8강전에서 승부차기 주자로 나서서 자신의 왼발로 골망을 흔들었고, 잉글랜드와 1990년 FIFA 월드컵 준결승전에서 첫 승부차기 주자로 나와서는 오른발로 공을 집어넣었다. 브레메가 출전한 86번째이자 마지막 국가대표팀 경기는 불가리아와의 1994년 FIFA 월드컵 경기로, 독일은 이 경기에서 충격적인 역전패를 당해 탈락했다.

## 감독 경력
축구 선수 생활을 접은 브레메는 이후 감독이 되었다. 그는 2000년부터 2002년까지 친정 카이저슬라우테른을 지휘했지만, 소속 구단이 강등 위기에 내몰리자 경질되었다. 당시 강등 위기 상황은 1996년의 기시감이 들게 했는데, 브레메는 당시 현역 선수로 활약했지만, 바로 1년 만에 승격을 이룩하고 이듬해에는 승격 새내기가 우승을 거두는 파란을 일으켰었다. 이후, 그는 2. 분데스리가의 운터하힝 감독이 되었지만, 이듬해인 2005년 4월에 또다시 소속 구단이 강등 위기에 처하면서 계약이 해지되었다. 그는 이어서 조반니 트라파토니를 보좌할 슈투트가르트의 수석 코치가 되었지만, 트라파토니와 브레메는 몇 달 만에 해고 통지를 받았다.

## 감독 이후의 삶
감독 경력을 마친 후에는 독일 축구 연맹 홍보 대사로 일했으며 어린이와 청소년층을 위한 소형 축구 경기장 건설 운동을 주도했다. 또한 천연 및 인조 잔디 구장 제조 회사의 주주가 되는 등 기업 활동을 했다. 이 밖에 축구 칼럼니스트, 텔레비전 축구 해설자로도 일했으며 2017년에는 세르비아의 축구 클럽인 FK 보이보디나의 고문이 되었다.
2024년 2월 20일 뮌헨의 자택에서 심근 경색을 일으켜 병원으로 옮겨졌으나 63세의 나이로 사망했다.

## 플레이스타일
주로 수비수로 기용되었지만, 브레메는 자주 전방으로 전진하는 성향이 있었고, 수 차례 골망을 흔들기도 했는데, 양발 모두 강력하고 정확하게 찰 수 있는 장점이 이를 가능케 했다. 그의 골냄새를 맡는 능력은 독일 국가대표팀은 물론 거쳐간 모든 구단에서 득점한 전적이 있다고 밝히는 통계가 방증하고 있다.
효율적이고 공격적인 측면 수비수 혹은 안쪽 측면 수비수인 브레메는 그의 세대 최고의 좌측 수비수로 회자된다. 비로 그는 소속 선수단의 좌측 수비를 맡았지만, 다재다능한 선수로, 양쪽 어느쪽이든, 경기장 어디든 자신의 역할을 수행할 수 있는 선수로, 측면 미드필더 같은 더 공격적인 역할도 맡을 수 있었다. 그는 경기장 중앙에 배치되어 수비형 미드필더로도 기용된 적이 있다. 그의 주력은 그리 빠른 편이 아니었으나, 기술적인 능력, 체력, 수비 능력, 예상 능력, 그리고 전술적 지능으로 명성이 자자했고, 공격 전개 능력도 수준급이어서, 효율적으로 측면을 맡을 수 있으며, 경기장 양쪽에 자신의 능력을 쏟아부을 수 있었다.
단체 조직 전술 전문가로, 브레메는 프리킥을 가장 잘 차는 선수이자 측면 배급을 가장 잘 하는 선수로 손꼽히며, 공을 강하게 감아차는 능력으로도 알려져 있다. 그러나, 브레메가 지닌 가장 독보적인 능력은 양발을 진심으로 잘 활용할 수 있는 몇 안되는 선수였다는 점으로, 왼발이나 오른발을 가리지 않고 공을 잘 다뤘기에, 이는 비골키퍼 선수로서의 가치를 매우 높게 했다. 양발을 다재다능하게 활용하는 그에 대해 프란츠 베켄바워 국가대표팀 감독은 다음과 같이 칭찬했다: "저는 안디를 20년 동안 알아왔지만, 아직도 그가 왼발잡이인지 오른발잡이인지 모르겠습니다." 페널티 킥 주자로 나와 오른발로 차고 프리킥과 코너킥을 왼발로 찬 것으로 알려졌기에,(단 전담 주자는 아니였다) 그는 경기에서 가장 파악하기 힘든 선수로 알려졌다. 비록 그는 선천적으로 왼발잡이이나, 브레메 본인은 자신의 오른발이 왼발보다 정확하지만, 자신의 "약발"인 왼발로 더 강하게 찰 수 있다고 언급했다. 자신이 언급한 바를 실제로 보였던 때는 1990년 FIFA 월드컵 결승전이었는데, 브레메가 주자로 나서서 서독에 우승을 선사한 페널티 킥을 오른발로 성공시켰으나, 4년 전에 멕시코와 1986년 FIFA 월드컵 8강전 승부차기에서 왼발로 찬 공은 말뚝을 박듯 들어갔다. 축구 선수로서의 능력 외에도, 브레메는 압박에도 자신감과 평정심을 유지하는 장점이 있으며, 소속 선수단의 중요한 경기에서 "쐐기"골을 넣는 경향이 있는데, 그는 FIFA 월드컵의 토너먼트전에서 중요한 순간에 페널티 킥 주자로 나서 골망을 흔들었으며, 그에 따라 언론에서 그에게 "큰 경기 체질의 선수"라는 수식어를 붙였다.
비록 그는 집요한 선수로도 알려져 있지만, 현역 활동 기간 내내 경기장 내외에서 프로다운 모습을 보여 왔다. 마테우스는 브레메를 자신이 동행한 선수들 중 최고였다고 묘사했다.

## 경력 통계

### 클럽
| 클럽 통계 | 클럽 통계        | 클럽 통계     | 리그 | 리그 | 컵            | 컵            | 리그컵                 | 리그컵                 | 대륙 | 대륙 | 합계 | 합계 |
| 시즌      | 클럽             | 리그          | 출장 | 골   | 출장          | 골            | 출장                   | 골                     | 출장 | 골   | 출장 | 골   |
| 독일      | 독일             | 독일          | 리그 | 리그 | DFB-포칼      | DFB-포칼      | 기타                   | 기타                   | 유럽 | 유럽 | 합계 | 합계 |
| --------- | ---------------- | ------------- | ---- | ---- | ------------- | ------------- | ---------------------- | ---------------------- | ---- | ---- | ---- | ---- |
| 1980–81   | 자르브뤼켄       | 2. 분데스리가 | 36   | 3    |               |               |                        |                        |      |      |      |      |
| 1981–82   | 카이저슬라우테른 | 분데스리가    | 27   | 4    |               |               |                        |                        |      |      |      |      |
| 1982–83   | 카이저슬라우테른 | 분데스리가    | 30   | 3    |               |               |                        |                        |      |      |      |      |
| 1983–84   | 카이저슬라우테른 | 분데스리가    | 33   | 8    |               |               |                        |                        |      |      |      |      |
| 1984–85   | 카이저슬라우테른 | 분데스리가    | 33   | 11   |               |               |                        |                        |      |      |      |      |
| 1985–86   | 카이저슬라우테른 | 분데스리가    | 31   | 8    |               |               |                        |                        |      |      |      |      |
| 1986–87   | 바이에른 뮌헨    | 분데스리가    | 31   | 4    |               |               |                        |                        |      |      |      |      |
| 1987–88   | 바이에른 뮌헨    | 분데스리가    | 28   | 3    |               |               |                        |                        |      |      |      |      |
| 이탈리아  | 이탈리아         | 이탈리아      | 리그 | 리그 | 코파 이탈리아 | 코파 이탈리아 | 리그컵                 | 리그컵                 | 유럽 | 유럽 | 합계 | 합계 |
| 1988–89   | 인테르나치오날레 | 세리에 A      | 31   | 3    | 7             | 0             | -                      | -                      | 6    | 0    | 44   | 3    |
| 1989–90   | 인테르나치오날레 | 세리에 A      | 32   | 6    | 4             | 0             | -                      | -                      | 2    | 0    | 38   | 6    |
| 1990–91   | 인테르나치오날레 | 세리에 A      | 23   | 1    | 4             | 1             | -                      | -                      | 9    | 0    | 36   | 2    |
| 1991–92   | 인테르나치오날레 | 세리에 A      | 30   | 1    | 4             | 0             | -                      | -                      | 2    | 0    | 36   | 1    |
| 스페인    | 스페인           | 스페인        | 리그 | 리그 | 코파 델 레이  | 코파 델 레이  | 수페르코파 데 에스파냐 | 수페르코파 데 에스파냐 | 유럽 | 유럽 | 합계 | 합계 |
| 1992–93   | 사라고사         | 라 리가       | 24   | 1    | 2             | 1             | -                      | -                      | 5    | 2    | 31   | 4    |
| 독일      | 독일             | 독일          | 리그 | 리그 | DFB-포칼      | DFB-포칼      | 기타                   | 기타                   | 유럽 | 유럽 | 합계 | 합계 |
| 1993–94   | 카이저슬라우테른 | 분데스리가    | 26   | 3    |               |               |                        |                        |      |      |      |      |
| 1994–95   | 카이저슬라우테른 | 분데스리가    | 27   | 4    |               |               |                        |                        |      |      |      |      |
| 1995–96   | 카이저슬라우테른 | 분데스리가    | 30   | 2    |               |               |                        |                        |      |      |      |      |
| 1996–97   | 카이저슬라우테른 | 2. 분데스리가 | 32   | 0    |               |               |                        |                        |      |      |      |      |
| 1997–98   | 카이저슬라우테른 | 분데스리가    | 5    | 0    |               |               |                        |                        |      |      |      |      |
| 합계      | 독일             | 독일          | 369  | 53   |               |               |                        |                        |      |      |      |      |
| 합계      | 이탈리아         | 이탈리아      | 116  | 11   |               |               |                        |                        |      |      |      |      |
| 합계      | 스페인           | 스페인        | 24   | 1    |               |               |                        |                        |      |      |      |      |
| 경력 합계 | 경력 합계        | 경력 합계     | 509  | 65   |               |               |                        |                        |      |      |      |      |

### 국가대표팀
| 독일 국가대표팀 | 독일 국가대표팀 | 독일 국가대표팀 |
| 연도            | 출장            | 골              |
| --------------- | --------------- | --------------- |
| 1984            | 11              | 1               |
| 1985            | 9               | 1               |
| 1986            | 8               | 1               |
| 1987            | 5               | 0               |
| 1988            | 9               | 1               |
| 1989            | 5               | 0               |
| 1990            | 13              | 4               |
| 1991            | 6               | 0               |
| 1992            | 8               | 0               |
| 1993            | 3               | 0               |
| 1994            | 9               | 0               |
| 합계            | 86              | 8               |

### 국가대표팀 득점 기록
| 국가대표팀 득점 기록 | 국가대표팀 득점 기록 | 국가대표팀 득점 기록 | 국가대표팀 득점 기록 | 국가대표팀 득점 기록 | 국가대표팀 득점 기록 | 국가대표팀 득점 기록          |
| #                    | 날짜                 | 경기장               | 상대                 | 점수                 | 결과                 | 대회                          |
| -------------------- | -------------------- | -------------------- | -------------------- | -------------------- | -------------------- | ----------------------------- |
| 1.                   | 1984년 3월 28일      | 서독 하노버          | 소련                 | 2–1                  | 2–1                  | 친선경기                      |
| 2.                   | 1985년 11월 17일     | 서독 뮌헨            | 체코슬로바키아       | 1–0                  | 2–2                  | 친선경기                      |
| 3.                   | 1986년 6월 25일      | 멕시코 과달라하라    | 프랑스               | 1–0                  | 2–0                  | 1986년 FIFA 월드컵 (준결승전) |
| 4.                   | 1988년 6월 10일      | 서독 뒤셀도르프      | 이탈리아             | 1–1                  | 1–1                  | UEFA 유로 1988                |
| 5.                   | 1990년 6월 24일      | 이탈리아 밀라노      | 네덜란드             | 2–0                  | 2–1                  | 1990년 FIFA 월드컵 (16강전)   |
| 6.                   | 1990년 7월 4일       | 이탈리아 토리노      | 잉글랜드             | 1–0                  | 1–1 (연), 4–3 (승)   | 1990년 FIFA 월드컵 (준결승전) |
| 7.                   | 1990년 7월 8일       | 이탈리아 로마        | 아르헨티나           | 1–0                  | 1–0                  | 1990년 FIFA 월드컵 (결승전)   |
| 8.                   | 1990년 10월 10일     | 스웨덴 스톡홀름      | 스웨덴               | 3–0                  | 3–1                  | 친선경기                      |

## 수상

### 클럽
카이저슬라우테른
- 분데스리가
  - 우승: 1997–98
  - 준우승: 1993–94
- DFB-포칼: 1995–96
- DFL-슈퍼컵 준우승: 1996

바이에른 뮌헨
- 분데스리가
  - 우승: 1986–87
  - 준우승: 1987–88
- 유러피언컵 준우승: 1986–87
- DFL-슈퍼컵: 1987

인테르나치오날레
- 세리에 A: 1988–89
- 수페르코파 이탈리아나: 1989
- UEFA컵: 1990–91

사라고사
- 코파 델 레이 준우승: 1992–93

### 국가대표팀
독일
- FIFA 월드컵
  - 우승: 1990
  - 준우승: 1986
- UEFA 유럽 축구 선수권 대회 준우승: 1992

### 개인
- UEFA 유럽 축구 선수권 대회의 팀: 1984, 1992[23]
- 키커 분데스리가 올해의 팀: 1985–86[24]
- 구에린 도로 (세리에 A 올해의 선수): 1989[25]
- 피라타 도로 (인테르나치오날레 올해의 선수): 1989[26]
- FIFA 월드컵 올스타 팀: 1990
- 발롱도르 3위: 1990[27]